# Superstulatek

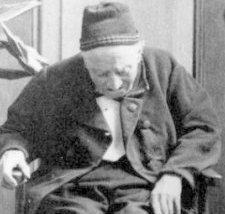
Geert Adriaans Boomgard (1788-1899), pierwszy w historii człowiek, który osiągnął wiek 110 lat, a jego wiek nie budzi wątpliwości

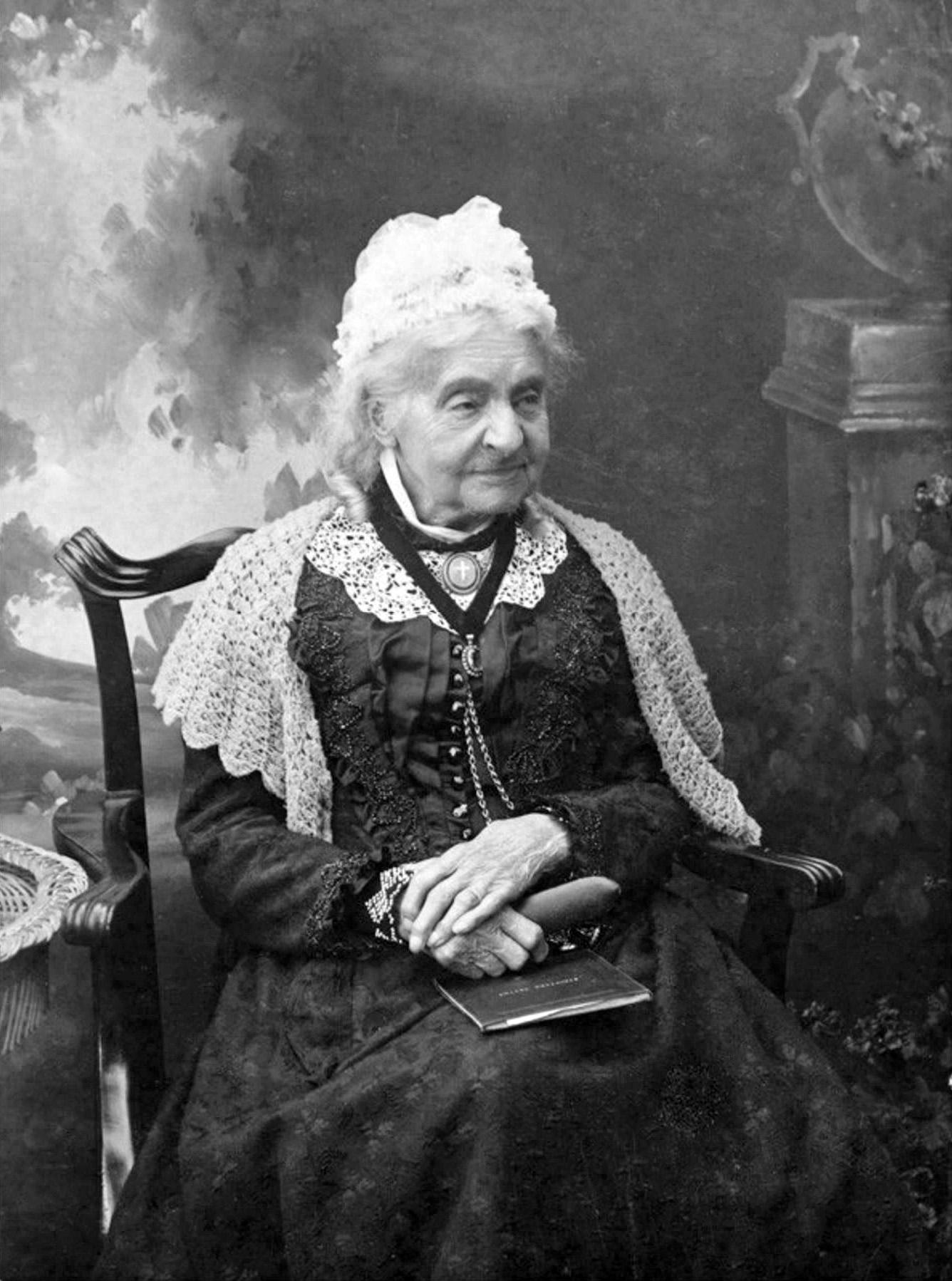
Margaret Ann Neve (1792-1903), pierwsza superstuletnia kobieta, której wiek został udokumentowany

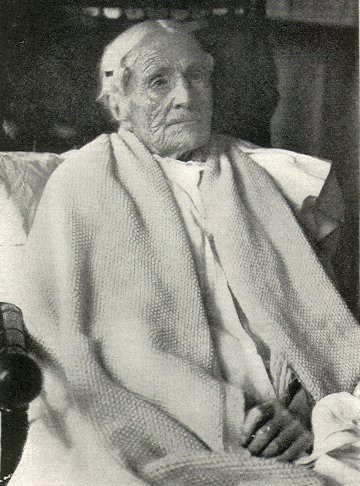
Ann Pouder (1807-1917), pierwsza znana amerykańska superstulatka

Superstulatek (ang. supercentenarian) – osoba, która osiągnęła wiek 110 lat lub więcej. Wiek ten osiąga ok. jeden na tysiąc stulatków. Według Gerontology Research Group na całym świecie żyje około 300–450 takich osób, około 70 jest zweryfikowanych przez GRG (między innymi na podstawie Księgi rekordów Guinnessa).

## Etymologia
Pojęcie „supercentenarian” znane jest od co najmniej 1970, zapoczątkowali je wydawca Księgi Rekordów Guinnessa Norris McWhirter oraz badacz długowieczności A. Ross Eckler.

## Historia
Choć skrajne przypadki długowieczności były znane od najdawniejszych czasów, pierwszym superstulatkiem zaakceptowanym przez Księgę rekordów Guinnessa był Holender Thomas Peters (1745?–1857), który miał dożyć 111 lat i 354 dni. Wiek Petersa podlega jednak wątpliwości (dokumenty, które miały potwierdzać jego wiek, zaginęły). Francuski demograf Jean-Marie Robin uważa, że inny Holender, Geert Adriaans Boomgaard (1788–1899), jako pierwszy przekroczył wiek 110 lat. W 1902 Brytyjka Margaret Ann Neve (1792–1903) została pierwszą superstuletnią kobietą. Najdłużej żyjącym odnotowanym człowiekiem w historii była Jeanne Calment z Francji, która żyła ponad 122 lata.

## 10 pierwszych superstulatków
Lista dziesięciu pierwszych uznanych za prawdziwe, przypadków osób, które przekroczyły 110 lat.
     Wątpliwości co do osiągniętego wieku
| Miejsce | Imię i nazwisko          | Płeć | Data urodzenia      | Data śmierci         | Wiek             | Kraj, uwagi                                       |
| ------- | ------------------------ | ---- | ------------------- | -------------------- | ---------------- | ------------------------------------------------- |
| 1       | Thomas Peters            | M    | 6 kwietnia 1745     | 26 marca 1857        | 111 lat 354 dni  | Holandia                                          |
| 2       | Geert Adriaans Boomgaard | M    | 21 września 1788    | 3 lutego 1899        | 110 lat 135 dni  | Holandia                                          |
| 3       | Margaret Ann Neve        | K    | 18 maja 1792        | 4 kwietnia 1903      | 110 lat 321 dni  | Guernsey                                          |
| 4       | Ann Pouder               | K    | 8 kwietnia 1807     | 10 lipca 1917        | 110 lat 93 dni   | Stany Zjednoczone                                 |
| 5       | Louisa Thiers            | K    | 2 października 1814 | 17 lutego 1926       | 111 lat 138 dni  | Stany Zjednoczone                                 |
| 6       | Miriam Bannister         | K    | 19 marca 1817       | 9 kwietnia 1928      | 111 lat 21 dni   | Stany Zjednoczone, imigrantka z Wielkiej Brytanii |
| 7       | Dimitrije Filipović      | M    | 9 marca 1818        | sierpień 1928        | 110 lat 150+ dni | Królestwo SHS                                     |
| 8       | Delina Filkins           | K    | 4 maja 1815         | 4 grudnia 1928       | 113 lat 214 dni  | Stany Zjednoczone                                 |
| 9       | Katherine Plunket        | K    | 22 listopada 1820   | 14 października 1932 | 111 lat 327 dni  | Irlandia                                          |
| 10      | Betsy Baker              | K    | 20 sierpnia 1842    | 24 października 1955 | 113 lat 65 dni   | Stany Zjednoczone, imigrantka z Wielkiej Brytanii |